# Chandrashekhar Agashe
Chandrashekhar Agashe I (14 de febrero de 1888 - 9 de junio de 1956) fue un industrial indio más conocido como el fundador de Brihan Maharashtra Sugar Syndicate Ltd. El Chandrashekhar Agashe College of Physical Education, el Chandrashekhar Agashe Road en Shaniwar Peth, Pune y el Museo Chandrashekhar Agashe en el Museo Raja Dinkar Kelkar llevan su nombre. Él es el bisabuelo del cantante Adi Agashé.